# Capelleta de Sant Sebastià
La Capelleta de Sant Sebastià és una obra de la Ràpita (Montsià) protegida com a Bé Cultural d'Interès Local.

## Descripció
A l'altura del primer pis, recolzat sobre una cornisa, vora el balcó hi és la capelleta, sortida del parament, feta amb rajola vista amb un arc imperfecte i emmarcat amb fusta. La imatge és de guix policromat.

## Història
La imatge substitueix a una anterior, desapareguda.